# 松讷费尔德
松讷费尔德（德語：Sonnefeld，發音：[ˈzɔnəfɛlt]）是德国巴伐利亚州上弗兰肯行政区科堡县的市镇，面积34.69平方千米，2023年12月31日人口为4,527人。